# Барабановка (Наровчатський район)
Бараба́новка (рос. Барабановка) — присілок складі Наровчатського району Пензенської області, Росія.
Населення — 1 особа (2010; 12 у 2002).
Національний склад станом на 2002 рік:
- росіяни — 92 %